# Міський голова Коломиї
Міський голова міста Коломиї — державний службовець в Україні, особа, що очолює міську раду Коломийської територіальної громади Івано-Франківської області в Україні. Ця посада відповідає посаді мера в інших країнах. Міський голова Коломиї очолює виконавчий комітет міської ради та відповідає за керівництво міським урядом, зокрема за забезпечення виконання рішень міської ради та розвиток міського господарства та інфраструктури.
Міський голова має значний вплив на розвиток міста, оскільки йому доручено проводити політику місцевої влади та керувати виконанням рішень міської ради. Він також має важливі повноваження у сферах міської економіки, соціального розвитку та міського планування. Одним з важливих завдань міського голови є підтримка ефективної роботи міської влади та забезпечення належної якості життя для мешканців Коломиї. Він також може здійснювати дипломатичні місії в рамках міжнародних програм та проєктів, що стосуються розвитку міста.

## Список міських голів Коломиї
| №    | фото | ПІБ                               | Період    | ПАРТІЯ                    | Примітки                                                                                 |
| ---- | ---- | --------------------------------- | --------- | ------------------------- | ---------------------------------------------------------------------------------------- |
| 1    |      | Машталер Володимир Петрович       | 1990–1994 | КПУ                       |                                                                                          |
| 2    |      | Довганюк Ігор Дмитрович           | 1994–1998 |                           | Письменник, дипломат, координатор ініціативної групи "1 грудня"                          |
| 3    |      | Корчинський Віктор Олександрович  | 1998–2002 |                           |                                                                                          |
| 4    |      | Юращук Богдан Іванович            | 2002–2006 |                           |                                                                                          |
| 5    |      | Овчаренко Юрій Іванович           | 2006–2010 |                           | виконавчий директор ТзОВ “Зерно-переробна компанія “ЮМАС”                                |
| 6(1) |      | Слюзар Ігор Богданович            | 2010–2015 | УКРАЇНСЬКА НАРОДНА ПАРТІЯ | член Української Народної Партії, ТзОВ "Компанія СПАФІС", технічний директор             |
| 7(2) |      | Слюзар Ігор Богданович            | 2015–2020 | УКРАЇНСЬКА НАРОДНА ПАРТІЯ | член Української Народної Партії, ТзОВ "Компанія СПАФІС", технічний директор             |
| 8    |      | Станіславський Богдан Миколайович | з 2020    | САМОПОМІЧЬ                | Голова Івано-Франківської обласної організації політичної партії «Об’єднання «САМОПОМІЧ» |